# André Sinet
Pour les articles homonymes, voir Sinet.
André Sinet, né Louis Hippolyte André Sinet le 19 février 1867 à Villennes-sur-Seine, villa "Le Val Sinet", Yvelines, et mort le 27 décembre 1938 à Villejuif, est un peintre, dessinateur, illustrateur, lithographe, affichiste, portraitiste, pastelliste français.

## Biographie
Il est le troisième des quatre fils du peintre Louis René Hippolyte Sinet (né à Péronne, Somme, en 1835 - décédé à Agimont, province de Namur, Belgique, le 20 février 1920), peintre également et de Marie Louise Caillouët 1834-  (fille du sculpteur-statuaire Louis-Denis Caillouette ou Caillouët, Paris le 9 mai 1790 - Paris le 8 février 1868).
Il fut l'élève de son père Louis Sinet.
Grand voyageur, il a peint Paris, la Hollande, l'Italie, l'Angleterre et l'Écosse.
Il a également peint de nombreuses personnalités du monde, de la littérature, de l'art.
Il s'est marié trois fois :
- le 3 novembre 1894 à Saint-Gratien, Val d'Oise, avec Marie Augustine Emilie Lecuyer 1866-1949
- le 20 mars 1905 à Monaco, avec Andrée Léonie Alexandrine Barbe 1865-
- le 7 septembre 1910 à Caen, Calvados, Normandie, France, avec Henriette Laëtitia Barton 1870-

À la fin de sa vie, Sinet demeure au 5, Avenue Secrétan, dans le 19e arrondissement de Paris. Séparé de sa dernière épouse, il meurt à Villejuif le 27 décembre 1938.

## Œuvres connues
Œuvres connues :
En France :
- Le soleil derrière l'Arc de Triomphe (acquis par l'État en 1899) ;
- Petite-Villette-Champs-Élysées (impression d'hiver) ;
- La Petite Banque ;
- Avenue du Bois de Boulogne (matinée de givre) ;
- Lac du Bois de Boulogne (impression d'automne) ;
- Au pied de l'Arc de triomphe (dégel) ;
- Porte Dauphine (crépuscule parisien) ;
- La carriole (banlieue de Paris) ;
- Batignolles-Clichy-Odéon ;
- Allée des Acacias (crépuscule de printemps) ;
- Rue Auber ;
- Le square ;
- Matinée de printemps (Villennes-sur-Seine) ;
- Le parc de Saint-Germain ;
- Les arbres de Saint-Cloud ;
- Le boulevard Saint-Germain ; etc...

À l'étranger :
- Le coin des enfants (Regent's Park) ;
- Edimbourg la nuit ;
- The Green Bridge (Regent's Park) ;
- Inverness (effet de soleil) ;
- La Ness à Inverness (crépuscule) ;
- Hampton court (dimanche londonien) ;
- Baby and nurses (Hyde Park) ;
- Lonsdale casttle : from Clarence-terrace windows (novembre) ;
- Sunset (Picadilly) ;
- Going to bed (crépuscule bruxellois) ;
- L'entrée du parc royal de Bruxelles ;
- Route ensoleillée à Nieuport ;
- Le Simplon ;
- Naples vu du steamer ;
- Capri ;
- Le Vésuve ;
- Á mi-chemin du cratère ; etc...

Les femmes :
- Ève, 1890 ;
- Femme à la bougie, 1892. Pastel sur toile S.B.G. 41 x 27cm hors cadre ;
- Portrait de dame assise dans un fauteuil. Crayon et pastel. S.B.D. 28,5 x 22,5cm
- Le corset mauve ;
- Le coucher ;
- Le saut du lit ;
- Le peigne ;
- Le Busc ;
- L'abat-jour rose ;
- La cigarette ;
- La modiste ;
- Le corset ;
- Femme lorgnant ;
- Femme se chauffant ;
- Femme pleurant ;
- Femme se levant ;
- Femme se regardant ;
- Femme à sa toilette ;
- Femme riant ;
- Femme en manteau de fourrure ;
- Les souliers jaunes ;
- Femme lisant ;
- Femme dormant ;
- Femme déjeunant au lit ; etc...

Portraits :
- Mlle Yvette Guilbert (1865-1944), chanteuse, 1893. Lithographie couleur 255 x 95 cm[6] ;
- Mlle Amélie Diéterle (1871-1941), actrice, chanteuse, 1899 ;
- Alice Beylat née Alice Gaulet (1881-1973), actrice de cinéma, 1919 ;
- Le prince de Sagan (1859-1937) ;
- Henry Bauër (1851-1915), écrivain, polémiste, critique et journaliste ;
- M. Maurice Donnay (1859-1945), auteur dramatique et poète ;
- Le prince de Leuchtemberg ;
- Henri Rochefort (1831-1913), journaliste, auteur de théâtre et homme politique ;
- Georges Feydeau (1865-1921), auteur dramatique, peintre et collectionneur d'œuvres d'art ;
- Á l'opéra ;

## Expositions
- Il débuta avec deux portraits remarqués au Salon des Champs-Élysées en 1887, puis régulièrement jusqu'en 1890 ;
- Exposition particulière à La Bodinière en 1890 (Le théâtre d'Application, plus connu sous le nom de La Bodinière, est une ancienne salle de spectacle parisienne située au 18, rue Saint-Lazare dans le 9e arrondissement) ;
- Á Londres, à la Goupil Gallery (1875-1931), 116 & 117 New Bond Street (1883-1893)[7], en 1893 ;
- Chez Georges Petit (1856-1920), en 1897 ;
- Au Cercle artistique, littéraire et scientifique d'Anvers (fondé en 1852[8]), en 1898 ;
- Á la Galerie Vollard, 6 rue Laffitte, 9e arrondissement de Paris, galerie du marchand d'art Ambroise Vollard (1866-1939), en avril-mai 1899.
- Á l'Hôtel Drouot en 1899 ;
- Á partir de 1911 il exposa au Salon du Champ-de-Mars ;